# Going in Style
Going in Style (Brasil: Despedida em Grande Estilo / Portugal: Ladrões Com Muito Estilo) é um filme de comédia estadunidense, baseado no filme homônimo de 1976, dirigido por Zach Braff e estrelado por Morgan Freeman, Michael Caine e Alan Arkin.

## Sinopse
Willie, Joe e Albert são idosos de Nova York e amigos há décadas. Os três estão passados por dificuldades financeiras. Joe descobre que ele e sua família ficarão sem casa. Já Wille descobre que está sofrendo de insuficiência renal e precisa urgente de uma cirurgia. Certo dia, ao ir ao banco, Joe presencia um assalto e simpatiza com os ladrões mascarados, que fogem do local com todo o dinheiro. Ele e os amigos então tem uma ideia ousada: roubar o banco (que roubou-lhes primeiro).

## Elenco
- Michael Caine como Joe Harding, um dos três protagonistas. Avô do Brooklyn, pai de Rachel e sogro de Murphy.
- Morgan Freeman como Willie Davis, um dos três protagonistas. Avô de Kanika e pai de Maya.
- Alan Arkin como Albert Garner, um dos três protagonistas.
- Matt Dillon como Agente Especial Hamer, um agente do FBI que investiga os assaltos a bancos.
- Ann-Margret como Annie Santori, o interesse amoroso de Albert, a avó de Ezra e uma funcionária da Value Town.
- Christopher Lloyd como Milton Kupchak, o camarada senil de Willie, Joe e Albert.
- Joey King como Brooklyn Harding, neta de Joe e filha de Murphy e Rachel.
- John Ortiz como Jesus Garcia, um homem de credenciais não especificadas que concorda em mostrar aos caras as cordas, um dono de loja de animais no Queens, e o líder dos ladrões no início do filme.
- Peter Serafinowicz como Murphy Harding, ex-genro de Joe, ex-marido de Rachel e pai distante de Brooklyn.
- Josh Pais como Chuck Lofton, o gerente do banco do Williamsburg Savings Bank, que pretende tomar a casa de Joe em um mês.
- Maria Dizzia como Rachel Harding, filha de Joe, ex-mulher de Murphy e mãe de Brooklyn.
- Kenan Thompson como Keith Schonfield, gerente de um supermercado de Value Town.
- Ashley Aufderheide como Kanika Davis, neta de Willie.
- Gillian Glasco como Maya Davis, filha de Willie e mãe de Kanika.
- Siobhan Fallon Hogan como Mitzi, uma garçonete do Nat's Diner.
- Annabelle Chow como Lucy, a filha de Mandy e a testemunha infantil.
- Nancy Sun como Mandy, a mãe de Lucy.
- Jeremy Schinder como Ezra Bronkowski, neto de Annie.
- Anthony Chisholm como Paul, o Grande Mestre dos Cavaleiros.